# Монси, Яков
Яков Фомич Монси (Монсей, англ. James Mounsey; 1710—1773) — последний российский архиятер, лейб-медик и организатор военной медицины в России.

## Биография
Шотландец. На родине получил медицинское образование. В 1736 году подписал контракт с послом России в Англии князем А. Д. Кантемиром о работе в России на три года. Начал службу лекарем Санкт-Петербургского адмиралтейского госпиталя. В 1738 году направлен врачом в армию генерал-фельдмаршала Б. Х. Миниха, действовавшую на Украине в русско-турецкой войне 1735—1739 годов. В армии стал лечащим врачом генерала Джеймса Кейта, после завершения войны уехал с ним для завершения его лечения во Францию. После возвращения в Россию в 1740 году по неясным причинам уволен от службы.
Оскорблённый Монсей уехал во Францию где защитил диссертацию и стал доктором медицины. Однако он потребовал возврата его на службу в Россию, в 1741 году вернулся в Петербург и после энергичного противоборства с медицинской коллегией в том же году был признан доктором медицины и вновь принят на службу. Участвовал в русско-шведской войне 1741—1743 годов врачом Лифляндской дивизии, где показал себя превосходным оператором. Затем служил врачом 1-й Московской дивизии. В 1751 году поселился в Москве, где стали получил известность в городской аристократии как хороший практик. 
По смерти Павла Кондоиди в сентябре 1760 года императрица Елизавета Петровна назначила Монси своим лейб-медиком и российским архиятером. Он срочно выехал в Петербург. Монси лечил императрицу во время её последней болезни и о течении её и смертельном исходе поместил подробное донесение в «СПб. Ведомостях» (28 декабря 1761 г).
Пётр III назначил Монси первым лейб-медиком и директором Медицинской канцелярии в ранге тайного советника в январе 1762 года. На этом посту представил императору подробный доклад о состоянии медицинской части в России и о приведении её в лучшее состояние, подготовил предложения об улучшении подготовки медиков в российских учебных заведениях, добился повышения окладов жалования медицинским служащим. Им было написано «Наставление служащим в полках и во флоте и в других командах лекарям, как поступать по своей должности», действовавшее много лет. Но уже через несколько дней после дворцового переворота и смерти Петра III, 22 июля 1762 года Екатерина II уволила его в отставку «по слабости здоровья». Причиной послужила глубокая преданность Монси погибшему императору.
В 1763 году Монси вернулся в Англию, где купил поместье и продолжил медицинскую практику. Он вёл учёную переписку с Великобританской и Шведской академиями наук. Член Лондонского королевского общества (1750).